# Kubitzkia macrantha
Kubitzkia macrantha là loài thực vật có hoa trong họ Nguyệt quế. Loài này được (Kosterm.) van der Werff miêu tả khoa học đầu tiên năm 1986.